# Abies ziyuanensis
Abies ziyuanensis là một loài thực vật hạt trần trong họ Thông. Loài này được L.K.Fu & S.L.Mo miêu tả khoa học đầu tiên năm 1980.